# Philadelphia Eagles 2019
La stagione 2019 dei Philadelphia Eagles è stata la 87ª della franchigia nella National Football League, la quarta con Doug Pederson come capo-allenatore. La squadra pareggiò il record di 9-7, raggiungendo i playoff per il terzo anno consecutivo. Nel primo turno fu subito eliminata dai Seattle Seahawks perdendo in casa per 17-9. Carson Wentz, che era alla prima gara di playoff in carriera, uscì quasi subito dalla partita dopo un violento scontro di gioco con Jadeveon Clowney. Una delle note positive della stagione fu il running back rookie Miles Sanders che batté il record di franchigia di LeSean McCoy di yard corse in stagione da un debuttante.

## Scelte nel Draft 2019
| Scelte degli Eagles nel Draft 2019 | Scelte degli Eagles nel Draft 2019 | Scelte degli Eagles nel Draft 2019 | Scelte degli Eagles nel Draft 2019 | Scelte degli Eagles nel Draft 2019 |
| Giro                               | Scelta                             | Giocatore                          | Ruolo                              | College                            |
| ---------------------------------- | ---------------------------------- | ---------------------------------- | ---------------------------------- | ---------------------------------- |
| 1                                  | 22                                 | Andre Dillard                      | OT                                 | Washington State University        |
| 2                                  | 53                                 | Miles Sanders                      | RB                                 | Penn State                         |
| 2                                  | 57                                 | JJ Arcega-Whiteside                | WR                                 | Stanford                           |
| 4                                  | 138                                | Shareef Miller                     | DE                                 | Penn State                         |
| 5                                  | 167                                | Clayton Thorson                    | QB                                 | Northwestern University            |

## Staff
| Staff dei Philadelphia Eagles nel 2019 |
| --- |
| Organi dirigenziali - Chairman/CEO – Jeffrey Lurie - Presidente – Don Smolenski - Vicepresidente esecutivo dell'attività sportiva – Howie Roseman - Consulente senior – Tom Donahoe - Vicepresidente del personale sportivo – Andy Weidl - Vicepresidente dell'attività sportiva e della strategia – Alec Halaby - Direttore senior degli osservatori del college – Anthony Patch - Direttore degli osservatori del college – Ian Cunningham - Assistente del direttore degli osservatori del college – Alan Wolking - Direttore della ricerca del personale sportivo – Dwayne Joseph - Assistente del direttore della ricerca del personale sportivo – Brandon Brown - Vicepresidente della dirigenza sportiva – Jake Rosenberg - Direttore sportivo – Jon Ferrari - Direttore delle trasferte e della logistica – Dan Ryan - Dirigente del personale sportivo – T.J. McCreight - Osservatore nazionale – Patrick Stewart - Assistente del direttore dell'analisi sportiva – Taylor Rajack Capo allenatore - Capo-allenatore – Doug Pederson - Vice capo-allenatore/Running Back – Duce Staley Altri allenatori - Preparatore atletico – Josh Hingst - Assistente del preparatore atletico – Keith Gray - Assistente del preparatore atletico – Ben Wagner - Coordinatore della nutrizione – Michael Minnis - Direttore scienza sportiva – Shaun Huls Allenatori dell'attacco - Coordinatore offensivo – Mike Groh - Quarterback – Press Taylor - Wide receiver – Gunter Brewer - Assistente wide receiver - Tight end – Justin Peelle - Offensive line/Coordinatore del gioco sulle corse – Jeff Stoutland - Assistente offensive line/Tight end/Gioco sulle corse – Eugene Chung - Controllo qualità/Assistente quarterback – Spencer Phillips - Controllo qualità/Assistente running back – Trent Miles - Controllo qualità/Assistente offensive line – T.J. Paganetti Allenatori della difesa - Coordinatore difensivo – Jim Schwartz - Defensive line – Chris Wilson - Linebacker – Ken Flajole - Defensive back– Cory Undlin - Safety – Tim Hauck - Controllo qualità/Assistente defensive line – Phillip Daniels - Controllo qualità/Assistente linebacker – Ryan Paganetti - Controllo qualità/Assistente defensive back– Dino Vasso Allenatori dello special team - Coordinatore dello Special team – Dave Fipp - Assistente dello Special team – Mattew Harper |

## Roster
| Roster dei Philadelphia Eagles nel 2019 |
| --- |
| Quarterback - 18 Josh McCown - 7 Nate Sudfeld - 11 Carson Wentz Running Back - 24 Jordan Howard - 26 Miles Sanders - 35 Boston Scott - 43 Darren Sproles Wide Receiver - 13 Nelson Agholor - 19 JJ Arcega-Whiteside - 16 Mack Hollins - 10 DeSean Jackson - 17 Alshon Jeffery Tight End - 86 Zach Ertz - 88 Dallas Goedert Offensive Linemen - 79 Brandon Brooks G - 77 Andre Dillard T - 67 Nate Herbig G - 65 Lane Johnson T - 62 Jason Kelce C - 71 Jason Peters T - 69 Matt Pryor G - 73 Isaac Seumalo G - 72 Halapoulivaati Vaitai T Defensive Linemen - 58 Genard Avery DE - 96 Derek Barnett DE - 91 Fletcher Cox DT - 75 Vinnie Curry DE - 55 Brandon Graham DE - 74 Daeshon Hall DE - 76 Albert Huggins DT - 93 Timmy Jernigan DT - 51 Shareef Miller DE - 66 Anthony Rush DT - 94 Josh Sweat DE Linebacker - 53 Nigel Bradham OLB - 57 T.J. Edwards MLB - 47 Nathan Gerry OLB - 54 Kamu Grugier-Hill OLB - 50 Duke Riley MLB - 49 Alex Singleton MLB Defensive Back - 21 Ronald Darby CB - 32 Rasul Douglas CB - 36 Rudy Ford SS - 39 Craig James CB - 27 Malcolm Jenkins SS - 22 Sidney Jones CB - 29 Avonte Maddox CB - 23 Rodney McLeod FS - 31 Jalen Mills CB - 42 Andrew Sendejo SS Special Team - 4 Jake Elliott K - 1 Cameron Johnston P - 45 Rick Lovato LS Lista delle riserve - 30 Corey Clement RB (IR) - 97 Malik Jackson DT (IR) - 34 Cre'Von LeBlanc CB (IR) - 68 Jordan Mailata T (IR) - 95 Joe Ostman DE (IR) - 98 Hassan Ridgeway DT (IR) Squadra di allenamento - 14 Robert Davis WR - 89 Marcus Green WR - 90 Bruce Hector DT - 48 De'Angelo Henderson RB - 8 Kyle Lauletta QB - 78 Sua Opeta G - 83 Scott Orndoff TE - 81 Joshua Perkins TE - 64 Keegan Render C - 84 Greg Ward Jr. WR 53 attivi, 6 inattivi, 10 nella squadra di allenamento |
| Legenda - I rookie sono in corsivo. - Il primo ruolo è il principale mentre gli eventuali successivi indicano i ruoli secondari. - (IR) sta per Injured Reserve ed indica la lista ristretta per un solo giocatore infortunato che può tornare ad allenarsi dopo la settimana 6 e a rientrare in prima squadra dopo che questa ha giocato 8 partite. - (NF-Inj.) / (NF-Ill.) stanno rispettivamente per Non-Football Injured e Non-Football Illness ed indicano le liste dove viene inserito un giocatore che ha un infortunio o una malattia non dipendente dal football americano. - (PUP) sta per Physically Unable to Perform ed indica la lista dove viene inserito un giocatore mentre è in attesa di recuperare la condizione fisica. Nella stagione regolare dopo la sesta partita giocata dalla propria squadra, il giocatore ha tempo tre settimane per riprendere ad allenarsi, più tre settimane aggiuntive dal suo rientro agli allenamenti per rientrare in prima squadra. |

## Calendario

### Precampionato
| Precampionato |       |                      |           |        |                         |         |
| Settimana     | Data  | Avversario           | Risultato | Record | Stadio                  | Sintesi |
| 1             | 08/08 | Tennessee Titans     | S 10-27   | 0-1    | Lincoln Financial Field | Recap   |
| 2             | 15/08 | Jacksonville Jaguars | W 24-10   | 1-1    | TIAA Bank Field         | Recap   |
| 3             | 22/08 | Baltimore Ravens     | S 15-26   | 1-2    | Lincoln Financial Field | Recap   |
| 4             | 29/08 | New York Jets        | S 0-6     | 1-3    | MetLife Stadium         | Recap   |

### Stagione regolare
| Stagione regolare |                    |                        |                    |                    |                         |                    |
| Turno             | Data               | Avversario             | Risultato          | Record             | Stadio                  | Sintesi            |
| 1                 | 8 settembre        | Washington Redskins    | V 32–27            | 1–0                | Lincoln Financial Field | Recap              |
| 2                 | 15 settembre       | at Atlanta Falcons     | S 20–24            | 1–1                | Mercedes-Benz Stadium   | Recap              |
| 3                 | 22 settembre       | Detroit Lions          | S 24–27            | 1–2                | Lincoln Financial Field | Recap              |
| 4                 | 26 settembre       | at Green Bay Packers   | V 34–27            | 2–2                | Lambeau Field           | Recap              |
| 5                 | 6 ottobre          | New York Jets          | V 31–6             | 3–2                | Lincoln Financial Field | Recap              |
| 6                 | 13 ottobre         | at Minnesota Vikings   | S 20–38            | 3–3                | U.S. Bank Stadium       | Recap              |
| 7                 | 20 ottobre         | at Dallas Cowboys      | S 10–37            | 3–4                | AT&T Stadium            | Recap              |
| 8                 | 27 ottobre         | at Buffalo Bills       | V 31–13            | 4–4                | New Era Field           | Recap              |
| 9                 | 3 novembre         | Chicago Bears          | V 22–14            | 5–4                | Lincoln Financial Field | Recap              |
| 10                | Settimana di pausa | Settimana di pausa     | Settimana di pausa | Settimana di pausa | Settimana di pausa      | Settimana di pausa |
| 11                | 17 novembre        | New England Patriots   | S 10–17            | 5–5                | Lincoln Financial Field | Recap              |
| 12                | 24 novembre        | Seattle Seahawks       | S 9–17             | 5–6                | Lincoln Financial Field | Recap              |
| 13                | 1º dicembre        | at Miami Dolphins      | S 31–37            | 5–7                | Hard Rock Stadium       | Recap              |
| 14                | 9 dicembre         | New York Giants        | V 23–17 (dts)      | 6–7                | Lincoln Financial Field | Recap              |
| 15                | 15 dicembre        | at Washington Redskins | V 37–27            | 7–7                | FedExField              | Recap              |
| 16                | 22 dicembre        | Dallas Cowboys         | V 17–9             | 8–7                | Lincoln Financial Field | Recap              |
| 17                | 29 dicembre        | at New York Giants     | V 34–17            | 9–7                | MetLife Stadium         | Recap              |

Note
- Gli avversari della propria division sono in grassetto.

## Classifiche

### Division
| NFC East            | NFC East | NFC East | NFC East | NFC East | NFC East | NFC East | NFC East | NFC East |
| vedi • disc. • mod. | V        | S        | P        | PCT      | DIV      | CONF     | PF       | PS       |
| ------------------- | -------- | -------- | -------- | -------- | -------- | -------- | -------- | -------- |
| Philadelphia Eagles | 8        | 8        | 0        | .500     | 5-1      | 7-5      | 434      | 321      |
| Dallas Cowboys      | 9        | 7        | 0        | .563     | 5-1      | 7-5      | 385      | 354      |
| New York Giants     | 4        | 12       | 0        | .250     | 2-4      | 3-9      | 341      | 451      |
| Washington Redskins | 3        | 13       | 0        | .188     | 0-6      | 2-10     | 266      | 435      |
|                     |          |          |          |          |          |          |          |          |
|                     |          |          |          |          |          |          |          |          |

### Conference
| National Football Conference           | National Football Conference | National Football Conference | National Football Conference | National Football Conference | National Football Conference | National Football Conference | National Football Conference | National Football Conference | National Football Conference | National Football Conference |
| Pos.                                   | Squadra                      | Division                     | V                            | S                            | P                            | PCT                          | DIV                          | CONF                         | SOS                          | SOV                          |
| Capolista di Division                  | Capolista di Division        | Capolista di Division        | Capolista di Division        | Capolista di Division        | Capolista di Division        | Capolista di Division        | Capolista di Division        | Capolista di Division        | Capolista di Division        | Capolista di Division        |
| -------------------------------------- | ---------------------------- | ---------------------------- | ---------------------------- | ---------------------------- | ---------------------------- | ---------------------------- | ---------------------------- | ---------------------------- | ---------------------------- | ---------------------------- |
| 1                                      | San Francisco 49ers          | West                         | 8                            | 0                            | 0                            | 1.000                        | 2-0                          | 5-0                          | .341                         | .341                         |
| 2                                      | New Orleans Saints           | South                        | 7                            | 1                            | 0                            | .875                         | 1-0                          | 5-1                          | .522                         | .508                         |
| 3                                      | Green Bay Packers            | North                        | 7                            | 2                            | 0                            | .778                         | 3-0                          | 4-1                          | .513                         | .517                         |
| 4                                      | Dallas Cowboys               | East                         | 5                            | 3                            | 0                            | .625                         | 4-0                          | 4-2                          | .377                         | .250                         |
| Wild Card                              |                              |                              |                              |                              |                              |                              |                              |                              |                              |                              |
| 5                                      | Minnesota Vikings            | West                         | 7                            | 2                            | 0                            | .778                         | 2-0                          | 4-1                          | .418                         | .307                         |
| 6                                      | Seattle Seahawks             | North                        | 6                            | 3                            | 0                            | .667                         | 1-2                          | 5-2                          | .422                         | .324                         |
| In corsa per i play-off                |                              |                              |                              |                              |                              |                              |                              |                              |                              |                              |
| 7                                      | Los Angeles Rams             | West                         | 5                            | 3                            | 0                            | .625                         | 0-2                          | 3-3                          | .492                         | .375                         |
| 8                                      | Carolina Panthers            | South                        | 5                            | 3                            | 0                            | .625                         | 1-1                          | 2-3                          | .507                         | .443                         |
| 9                                      | Philadelphia Eagles          | East                         | 5                            | 4                            | 0                            | .556                         | 1-1                          | 3-4                          | .447                         | .429                         |
| 10                                     | Detroit Lions                | North                        | 3                            | 4                            | 1                            | .438                         | 0-2                          | 2-2-1                        | .528                         | .407                         |
| 11                                     | Arizona Cardinals            | West                         | 3                            | 5                            | 1                            | .389                         | 0-2                          | 2-4-1                        | .534                         | .120                         |
| 12                                     | Chicago Bears                | North                        | 3                            | 5                            | 0                            | .375                         | 1-1                          | 2-3                          | .529                         | .370                         |
| 13                                     | Tampa Bay Buccaneers         | South                        | 2                            | 6                            | 0                            | .250                         | 1-2                          | 2-5                          | .642                         | .625                         |
| 14                                     | New York Giants              | East                         | 2                            | 7                            | 0                            | .222                         | 1-2                          | 2-5                          | .526                         | .176                         |
| 15                                     | Atlanta Falcons              | South                        | 1                            | 7                            | 0                            | .125                         | 0-0                          | 1-4                          | .593                         | .556                         |
| 16                                     | Washington Redskins          | East                         | 1                            | 8                            | 0                            | .111                         | 0-3                          | 0-6                          | .579                         | .125                         |
| Criteri di spareggio                   |                              |                              |                              |                              |                              |                              |                              |                              |                              |                              |
| 1.                                     |                              |                              |                              |                              |                              |                              |                              |                              |                              |                              |
| Legenda                                |                              |                              |                              |                              |                              |                              |                              |                              |                              |                              |
| w — wild card ottenuta                 |                              |                              |                              |                              |                              |                              |                              |                              |                              |                              |
| x — partecipazione ai playoff ottenuta |                              |                              |                              |                              |                              |                              |                              |                              |                              |                              |
| y — campioni di division               |                              |                              |                              |                              |                              |                              |                              |                              |                              |                              |
| z — salto del primo turno di play-off  |                              |                              |                              |                              |                              |                              |                              |                              |                              |                              |
| * — vantaggio del campo ottenuto       |                              |                              |                              |                              |                              |                              |                              |                              |                              |                              |